# 합법 드러그
《합법 드러그》(일본어: 合法ドラッグ)는 일본의 만화작가 집단 클램프(CLAMP)의 작품으로 네코이 미쿠가 작화를 담당한 4번째 작품이다. 게재잡지의 폐간으로 인해 현재는 연재가 중단이 되었다.

## 개요
〈미스터리 DX〉〈소녀 제국〉(모두 가도카와 쇼텐)등으로 옮겨 연재를 하였으나, 모두 휴간되었다. 2번째 게재잡지 〈소녀 제국〉이 폐간되었을 때 단행본은 제2권까지밖에 발매되지 않았었다. 이 무렵에는 어느 잡지로 옮겨서 연재할지는 아직 예정이 없었다. 그러나 클램프 측의 '우선 3권 분량까지는' 이라고 하는 요청에 의해, 제3권 수록분까지 일시적으로 같은 회사에서 발행하는 〈월간 Asuka〉에 옮겨 연재를 계속했다. 
클램프의 데뷔 15주년을 기념해 창간된 파트 워크〈CLAMP의 기적〉(CLAMPノキセキ) vol.10의 합법 드러그 특집에서 클램프 본인들도 《합법 드러그》에 대해 스토리는 아직 전체의 1/5정도밖에 진행되지 않았으며 게재할 수 있는 잡지를 찾아 연재를 하루속히 재개하고 싶다는 코멘트를 발표했다.
현재 영 에이스에서 신시리즈 'Drug&Drop'을 연재 중이다.

## 줄거리
리쿠오는 눈이 내리는 날 밤 거리에 쓰러져 있던 카자하야를 자신의 하숙처인 미도리 약국으로 데려왔다. 그 사건이 계기가 되어 카자하야는 자금을 모으기 위해 리쿠오와 함께 미도리 약국에서 아르바이트를 하기 시작한다. 낮에는 약국에서 일을 돕고 밤에는 '심부름 센터(의뢰가 들어오면 어떤일이든 하는 일)'라는 또다른 아르바이트를 시작하게 되는데...

## 등장인물
쿠도 카제하야(栩堂風疾 , くどう かぜはや)
눈이 내리는 날의 밤에, 쓰러져 있던 것을 리쿠오가 발견해 살아 남을 수 있었다.사람이나 물건에 접하는 것으로, 그 기억을 볼 수 있는 능력을 가졌다.카케이가 경영하는 미도리 약국에 더부살이로 아르바이트를 하고 있다.학교에는 다니지 않고, 여동생 케이와 함께 살고 있던 것 같다.철부지성격으로 가사일을 잘 못해 리쿠오가 가사를 담당한다. 여성같은 가냘픈 외모를 지녀 일부 남성들에게 관심을 받는 일도 있다.
히무라 리쿠오 (火群陸王, ひむら りくおう)
미도리 약국에서 카자하야와 동거하고 있다.작은 것이라면 손대지 않고 부술 수 있는 능력을 가진다.'츠키코'라고 하는 여성을 찾고 있다.초콜릿을 좋아하며 그외에도 녹미채도 좋아하는 것 같다.등에는 어쩐지 문신이 새겨져 있다.
카케이 (花蛍 , かけい)
미도리 약국의 점장.카자하야와 리쿠오에게 가끔 '또 하나의 아르바이트'를 가져온다.조금 앞의 미래를 볼 수 있는 '선견'이라고 하는 능력을 가진다.미도리 약국은 '카자하야과 리쿠오이 소중히 생각할 사람을 지키기 위해'에 열렸다고 한다.사이가와는 어쩐지 이상한 관계. 온화하고 언제나 웃고 있지만, 화내면 엄청 무서운 것 같다.
사이가 (斎峨, さいが)
카케이와 수수께끼의 관계에 있는 선글래스의 남자.리쿠오가 찾고 있는 츠키코의 수색에 관련되고 있는 것 같다, 카케이에게 정보를 제공하고 있으며 카케이와는 어쩐지 이상한 관계.큰 덩치를 하고 있지만 손재주가 뛰어나고, 유카타도 만들 수 있다.카자하야과 리쿠오가 볼때마다 언제나 소파에서 자 있거나 한다.카케이에게 '마구로'취급을 당하고 있다.
케이 (炯 , けい) 
카자하야가 어렸을때의 무렵, 카자하야와 함께 살고 있던 소녀로 카자하야와는 쌍둥이의 남매로, 카자하야와 쏙 닮았다.꽃을 좋아하는 것 같다.「고양이같은 녀석」이라고 카자하야는 표현했던 적이 있다.
츠키코 (月湖 , つきこ)
리쿠오가 찾고 있는 인물로 긴 흑발의 아름다운 여성. 요리를 잘했던 것 같다. 리쿠오와의 관계는 수수께끼이지만, 과거에 동거하고 있던 모양.

## XXX홀릭과의 연계성
《XXX홀릭》1권에서 숙취로 괴로워하는 유코(XXX홀릭)에게, 진통제를 사 오도록 부탁받은 와타누키(XXX홀릭)가 들른 가게가, 카자하야와 리쿠오가 근무하는 미도리 약국이었다.
이 때, 강한 영감을 가진 와타누키는 카자하야의 뒤로는 기모노의 여성(아마도 케이로 추정)을, 리쿠오의 뒤로는 긴 머리카락의 여성(아마도 츠키코로 추정)의 모습을 보았다.
또 카자하야와 리쿠오를 보고 '서로 인연이 깊은 것 같은 사람들'이라고 느꼈다.
《합법 드러그》 2권에서 심부름센터의 의뢰로 카자하야와 리쿠오가 신사에서 훔쳤던 항아리가 《XXX홀릭》 5권에 등장함으로써, 항아리를 갖고 싶어했던 의뢰인이 유코였던 것이 밝혀졌다.
《Drug&Drop》2화부터 가게의 주인이 된 와타누키가 등장하기도 한다.